# شیاطین شست (واشنگتن)
شیاطین شست یک قله کوه در نزدیکی لبه غربی کسکیدز شمالی، در شهرستان اسنوومیش در ایالت واشینگتن است. در ۱۰ مایلی جنوب دارینگتون، واشینگتن و در غرب قله گلاسیر که یکی از آتشفشان چینه‌ای است، واقع شده‌است.
تاریخ شکل‌گیری کوه‌های آبشار به میلیون‌ها سال پیش به اواخر دوره ائوسن برمی گردد. با غلبه بر صفحه آمریکای شمالی بر صفحه اقیانوس آرام، اپیزودهای فعالیت آذرین آتشفشانی ادامه یافت. علاوه بر این، قطعات کوچکی از لیتوسفر اقیانوسی و قاره ای به نام زمینگان کسکیدز شمالی را در حدود ۵۰ میلیون سال پیش ایجاد کردند.